# Вішка-Матір
Вішка-Матір (перс. ويشكاماتير) — село в Ірані, у дегестані Лякан, у Центральному бахші, шагрестані Решт остану Ґілян. За даними перепису 2006 року, його населення становило 204 особи, що проживали у складі 55 сімей.